# 托皮爾利亞
50°36′14″N 25°22′27″E / 50.60389°N 25.37417°E
托皮爾利亞（烏克蘭語：Топілля），是烏克蘭西北部的村莊，隸屬里夫內州的杜布諾區。該村始建於1511年，面積5.27平方公里，海拔高度190米，2001年人口417，人口密度每平方公里79.1人。